# Bebeto Castilho
Adalberto José de Castilho e Souza (Rio de Janeiro, 13 de abril de 1939 — Rio de Janeiro, 10 de março de 2023) foi um cantor, instrumentista, baixista, flautista, saxofonista e compositor brasileiro.
Filho de mãe pianista, Bebeto começou a tocar flauta aos nove anos de idade, clarinete aos doze e saxofone alto aos dezesseis. Mais tarde, passou a tocar também sax tenor e sax barítono, além de congas e percussão.
Autodidata, teve sua formação musical nos bailes, bem como nas rodas de choro.
Sua carreira de músico teve iniciou em 1955, como integrante do conjunto de Ed Lincoln, onde passaria a atuar também como contrabaixista.
Dois anos depois, a convite de Roberto Menescal e Ronaldo Bôscoli, fez parte do conjunto que acompanhou a cantora Maysa, em excursões pelo Brasil, Argentina, Uruguai e Chile, formado por Menescal (guitarra), Luiz Eça (piano), Hélcio Milito (bateria) e Luiz Carlos Vinhas (revezando no piano com Luiz Eça).
No início dos anos 60, formou com Luiz Eça e Hélcio Milito, o Tamba Trio, atuando no contrabaixo, na flauta, no sax e nos vocais. Lançou o primeiro disco em 1962, partindo em turnê pela Europa, EUA, México e Canadá. Até 1975, atuou no grupo gravando vários discos (inclusive quando o trio virou quarteto, entre 1967 e 1969).
Em 1976, lançou pela Tapecar seu primeiro disco-solo, "Bebeto", onde ficou a cargo dos vocais, do baixo e da flauta. A gravação contou com a participação de Luiz Eça (piano elétrico), Hélcio Milito (bateria e percussão) e dos músicos Laércio de Freitas (piano elétrico) e Durval Ferreira (cavaquinho). Esse trabalho foi relançado em CD, apenas na Inglaterra, pelo selo Wathmusic, em 2002.
De 1976 a 1981, acompanhou, no contrabaixo e na flauta, o grupo MPB-4. Ao lado de Luiz Eça e Hélcio Milito, reintegrou-se ao Tamba Trio em 1982, em razão do LP comemorando os 20 anos de carreira do grupo. Seguiria com essa formação até 1984. Em 1989, voltaria a reunir o grupo, dessa vez com o retorno do baterista Rubem Ohana (que já tinha feito parte do trio) no lugar de Hélcio Milito, atuando até 1992, ano do falecimento de Luiz Eça.
Em 2006, lançou o CD "Amendoeira", produzido por seu sobrinho, o cantor e compositor Marcelo Camelo, então guitarrista e vocalista da banda Los Hermanos.
Ao longo da carreira, acompanhou artistas como Sérgio Mendes, Nara Leão, Carlos Lyra, Sylvia Telles, Edu Lobo, Chico Buarque, Quarteto em Cy, Milton Nascimento, Eumir Deodato, João Donato, João Bosco, Simone, Norma Bengell, Ithamara Koorax, Luiz Bonfá, Stan Getz, Antonio Carlos Jobim, César Costa Filho, Eduardo Gudin, MPB4, e Durval Ferreira, entre outros.
Participou de várias trilhas sonoras, convidado pelos compositores Luiz Bonfá (Os Cafajestes) e Antonio Carlos Jobim (Porto das Caixas, Garota de Ipanema). Também com Tom Jobim, participou da primeira gravação de Águas de Março (ao lado de João Palma e Paulo Jobim) feita para a série "Disco de Bolso", do jornal O Pasquim. 
Realizou seus shows na livraria Arlequim e no Bottle's Bar (no Beco das Garrafas), ambos em 2017.
Viveu e trabalhou no Rio de Janeiro, RJ, Brasil, até seu falecimento depois de sofrer um mal súbito, em casa, em Vila Isabel, na noite do dia 10 de março de 2023.

## Discografia
- 1976/2002 - Bebeto - Tapecar LP/ Wathmusic CD
- 2006 - Amendoeira - Biscoito Fino CD

## Com o Tamba Trio
- 1962 - Tamba Trio - Philips LP
- 1963 - Avanço - Philips LP
- 1964 - Tempo - Philips LP
- 1965 - 5 na Bossa - Philips LP
- 1966 - Tamba Trio - Philips LP
- 1966 - Tamba Trio saluda México - Philips LP
- 1974 - Tamba - RCA Victor LP
- 1975 - Tamba Trio - RCA Victor LP
- 1982 - Tamba Trio - 20 Anos de Sucessos - RCA Victor LP

## Com o Tamba 4
- 1967 - We and the sea - A&M/CTI LP
- 1968 - Samba blim - A&M/CTI LP
- 1969 - California Soul/Berimbau - A&M/CTI compacto
- 1969 - California Soul - A&M/CTI LP (lançado somente em 2018)
- 1969 - Tamba 4 - Orfeon México LP

## Com o Conjunto Bossa Nova
- 1959 - Bossa é Bossa - Odeon Compacto

## Participações
- Maysa - Barquinho (1961 - Columbia LP/CD)
- Sergio Mendes - Dance Moderno (1961 - Philips LP)
- Eliana Pittman e Booker Pittman - News from Brazil (1963 - Polydor LP)
- Carlos Lyra - Depois do Carnaval (1963 - Philips LP)
- João Mello - João Mello - A "Bossa" do Balanço (1963 - Philips LP)
- Luiz Eça - Luiz Eça & Cordas (1965 - Philips LP)
- Nara Leão - 5 na Bossa (1965 - Philips LP/CD); O Canto Livre de Nara (1965 - Philips LP/CD)
- Edu Lobo - 5 na Bossa (1965 - Philips LP/CD); Edu Lobo por Edu Lobo (1965 - Elenco LP/CD); Reencontro - (1966 - Elenco LP/CD)
- Sylvia Telles - Reencontro (1966 - Elenco LP/CD)
- Quinteto Villa-Lobos - Reencontro (1966 - Elenco LP/CD)
- Quarteto em Cy - Som Definitivo (1966 - Forma LP); Quarteto em Cy (1972 - Odeon LP/CD); Antologia do Samba Canção - Vol. 2 (1976 - Philips/Phonogram LP); Cobra de Vidro (1978 - Philips/Phonogram LP)
- Diversos intérpretes - Garota de Ipanema - Trilha Sonora do Filme (1967 - Philips LP/CD)
- Milton Nascimento - Milton Nascimento (1967 - Ritmos/Codil / Universal Music LP/CD); Crooner (1999 - Warner Music CD)
- Duke Pearson - How Insensitive (1968 - Blue Note)
- Áurea Martins - O Amor em Paz (1972 - RCA Camden LP)
- Tom Jobim - Disco de Bolso (1972 - Zen Compacto); Raros Compassos - CD 3 (2000 - Revivendo CD)
- Eumir Deodato - Catedráticos 73 / Skyscrapers [1973 - Equipe (Brasil) / CTI (EUA) LP/CD]
- João Bosco - João Bosco (1973 - RCA Victor LP/CD)
- João Donato - Quem é Quem (1973 - Odeon LP/CD)
- Sebastião Tapajós - Guitarra Fantástica [1974 - RCA (Alemanha) LP]
- Tavynho Bonfá e Claudio Cartier - Burnier & Cartier (1974 - RCA Victor LP)
- Hermínio Bello de Carvalho - Sei, lá (1974 - Odeon LP)
- Simone - Gotas D'água (1975 - Odeon LP/CD)
- César Costa Filho - De silêncio em silêncio (1975 - RCA Victor LP)
- Arnoldo Medeiros - Arnoldo Medeiros - O Homem, o poeta (1975 - RCA Camden LP)
- Edson Frederico - Edson Frederico e a Transa (1975 - RCA Camden LP)
- MPB-4 - Canto dos Homens (1976 - Philips/Phonogram LP); Antologia do Samba Vol. 2 (1977 - Philips/Phonogram LP); Cobra de Vidro (1978 - Philips/Phonogram LP); Bons tempos, hein?! (1979 - Philips/Polygram LP); Tempo Tempo (1981 - Ariola LP)
- Chico Buarque - Chico Buarque (1978 - Philips/Polygram LP/CD)
- Eduardo Gudin - Coração Marginal (1978 - Continental LP)
- Roberto Riberti - Cenas (1979 - Chantecler LP)
- Moacyr Luz - Moacyr Luz 1988 (1988 - Dabliú Discos LP/CD)
- Chiquinho do Acordeom - Chiquinho do Acordeon (1990 - Visom Digital CD)
- Pingarilho - Histórias e Sonhos (2002 - JSR CD)
- Durval Ferreira - Batida Diferente (2004 - Guanabara Records CD)
- Celina - Caro João (2006 - Guanabara Records CD)
- Grupo Gente Fina E Outras Coisas - Samba e Amor (2006 - Visom CD)